# Śpiewający błazen
Śpiewający błazen (ang. The Singing Fool) – amerykański film dźwiękowy z 1928 roku w reżyserii Lloyda Bacona. Pierwszy film dźwiękowy wyświetlany w polskim kinie.

## Obsada
- Al Jolson
- Betty Bronson
- Josephine Dunn
- Arthur Housman
- Reed Howes